# Dimorphocystis subcapitata
Dimorphocystis subcapitata är en svampart som beskrevs av Corner 1950. Dimorphocystis subcapitata ingår i släktet Dimorphocystis och familjen mattsvampar.   Inga underarter finns listade i Catalogue of Life.